# 方索 (西維珍尼亞州)
方索（英語：Fonzo）是美國西維珍尼亞州里奇縣的一個非建制社區。方索成立於1901年。該社區以當地一名嬰兒來命名的。